# Анналы прусских миноритов
Анналы прусских миноритов (лат. Annales minorum prussicorum) — небольшие заметки, составленные ок. нач. XIV в. Пруссии неизвестным по имени францисканским монахом. Сохранились в рукописи кон. XVI в. Охватывают период с 1263 по 1300 гг. Содержат уникальные сведения по истории францисканского ордена в Пруссии.

## Издания
- Annales minorum prussicorum // Scriptores rerum Prussicarum. Bd. V. Leipzig. 1874.

## Переводы на русский язык
- Анналы прусских миноритов в переводе И. М. Дьяконова на сайте Восточной литературы